# Stare Macele
Stare Macele (lit. Senieji Maceliai) − wieś na Litwie, w gminie rejonowej Soleczniki, 5 km na południowy zachód od Białej Waki, zamieszkana przez 2 ludzi. 
W dwudziestoleciu międzywojennym w Polsce, w powiecie wileńsko-trockim województwa wileńskiego.